# Rouy
Pour les articles homonymes, voir Rouy (homonymie).
Rouy est une commune française située dans le département de la Nièvre, en région Bourgogne-Franche-Comté. Elle se situe à la limite de trois régions naturelles : le Bazois, le massif de Saint-Saulge et les Amognes.

## Géographie
Rouy est située au centre de la Nièvre, à 30 kilomètres environ de Nevers via la D 978, et à une dizaine de kilomètres de Saint-Saulge. Elle est entourée : au nord par les communes de Saint-Saulge et de Montapas ; à l'est par Alluy ; au sud par Tintury, Frasnay-Reugny et Billy-Chevannes ; et à l'ouest par Saxi-Bourdon.

### Géologie
Son sous-sol est principalement composé d'argile et de calcaire, sauf la grande partie nord-ouest qui est le prolongement du massif granitique de Saint-Saulge, à l'est de ce massif, et où l'on trouve grès, arkoses, argiles et marnes. Dans la vallée du ruisseau de Trougny, on trouve alluvions et argiles limoneuses. À l'est, au sud et au centre de la partie ouest de la commune, on trouve marnes et calcaires argileux.

### Hydrographie

#### Cours d'eau
La rivière Canne traverse la commune du nord au sud. Elle prend sa source à Giverdy, au finage de Sainte-Marie, et se jette au sud dans l'Aron, à Cercy-la-Tour. Elle reçoit à l'ouest deux affluents : le ruisseau de Humes et, plus au sud, le ruisseau de Trougny. Elle reçoit également le Mussier, Les Fourmis et le Tramboulin.

#### Étangs
- Étang des Anguilles
- Étang des Humes (voie romaine à proximité)
- Étang de Rouy

### Villages, hameaux, lieux-dits, écarts
(liste non exhaustive)
Abrigny, la Barre, la Petite Barre, la Bobe ou la Boube, le Boulet, le Buchon, le Petit Châtenay, les Chagnes, la Chapelle, le Vieux Château, Conseuille, Cordas, Cras, les Creuilles, le Creuzet, le Crot du Lac, le Domaine Neuf, la Ducroterie, le Fromageot, la Garenne, Grandchamp, Gros Châtenay, le Bois des Humes, Joye, Machuré, Malnay, Méas, la Montagne, Moulin des Prés, Mussier, Narloup, Ouche Jean, Osseux, Perranges, Petit Jean, le Pont Rapine, Prémoisson, Rouy, Moulin de Rouy, Étang de Rouy, Saint-Clair, Servandet, le Petit Taillis, Taillis, Trougny, Vesvres…

### Climat
Pour des articles plus généraux, voir Climat de la Bourgogne-Franche-Comté et Climat de la Nièvre.
En 2010, le climat de la commune est de type climat océanique dégradé des plaines du Centre et du Nord, selon une étude du Centre national de la recherche scientifique s'appuyant sur une série de données couvrant la période 1971-2000. En 2020, Météo-France publie une typologie des climats de la France métropolitaine dans laquelle la commune est exposée à un climat océanique altéré et est dans la région climatique  Centre et contreforts nord du Massif Central, caractérisée par un air sec en été et un bon ensoleillement. 
Pour la période 1971-2000, la température annuelle moyenne est de 10,8 °C, avec une amplitude thermique annuelle de 15,5 °C. Le cumul annuel moyen de précipitations est de 919 mm, avec 13 jours de précipitations en janvier et 8,1 jours en juillet. Pour la période 1991-2020, la température moyenne annuelle observée sur la station météorologique de Météo-France la plus proche, « Ourouer », sur la commune de Vaux d'Amognes à 18 km à vol d'oiseau, est de 11,3 °C et le cumul annuel moyen de précipitations est de 889,3 mm. 
La température maximale relevée sur cette station est de 41,5 °C, atteinte le 7 août 2003 ; la température minimale est de −13,5 °C, atteinte le 1er mars 2005,,. 
Les paramètres climatiques de la commune ont été estimés pour le milieu du siècle (2041-2070) selon différents scénarios d'émission de gaz à effet de serre à partir des nouvelles projections climatiques de référence DRIAS-2020. Ils sont consultables sur un site dédié publié par Météo-France en novembre 2022.

## Urbanisme

### Typologie
Au 1er janvier 2024, Rouy est catégorisée commune rurale à habitat dispersé, selon la nouvelle grille communale de densité à sept niveaux définie par l'Insee en 2022.
Elle est située hors unité urbaine. Par ailleurs la commune fait partie de l'aire d'attraction de Nevers, dont elle est une commune de la couronne,. Cette aire, qui regroupe 93 communes, est catégorisée dans les aires de 50 000 à moins de 200 000 habitants,.

### Occupation des sols
L'occupation des sols de la commune, telle qu'elle ressort de la base de données européenne d’occupation biophysique des sols Corine Land Cover (CLC), est marquée par l'importance des territoires agricoles (82 % en 2018), une proportion sensiblement équivalente à celle de 1990 (82,8 %). La répartition détaillée en 2018 est la suivante :
terres arables (39,8 %), prairies (39 %), forêts (17,3 %), zones agricoles hétérogènes (3,2 %), zones urbanisées (0,7 %). L'évolution de l’occupation des sols de la commune et de ses infrastructures peut être observée sur les différentes représentations cartographiques du territoire : la carte de Cassini (XVIIIe siècle), la carte d'état-major (1820-1866) et les cartes ou photos aériennes de l'IGN pour la période actuelle (1950 à aujourd'hui).

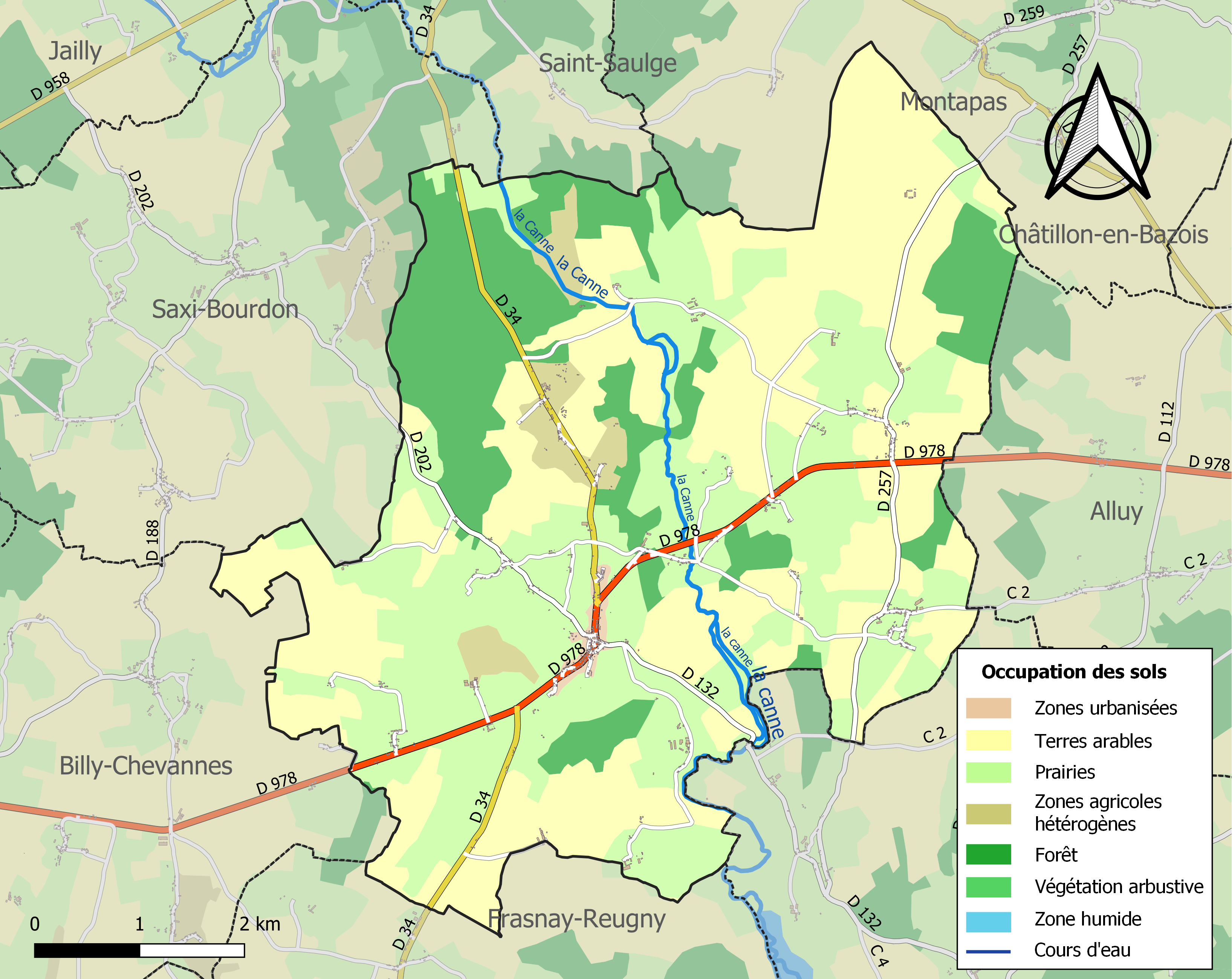
Carte des infrastructures et de l'occupation des sols de la commune en 2018 (CLC).

## Toponymie
Le nom de la localité est attesté sous les formes Roy en 1209 et Royacum en 1287.
Il s'agit d'un toponyme gallo-romain formé du nom d'homme latin Roius (porté par un autochtone), suivi du suffixe de propriété -acum, d'origine gauloise.

## Histoire
L’occupation de la commune à l’époque gallo-romaine est attestée par la présence de vestiges et d’objets. De 1884 à 1886, G. Luquet conduit des fouilles archéologiques à Châtenay, au lieu-dit Petit Jean. Elles mettent au jour une demi-colonne figurée représentant des amours nus et ailés et des victoires ailées, des monnaies romaines et d'autres objets. C'est à proximité de l'étang de Humes qu'est découverte une voie romaine. Les traces de deux enceintes quadrangulaires apparaissent sur les photos aériennes, l'une à Prémoisson, l'autre à Méas (tumulus arasé). Les petits seigneurs locaux habitaient ces grandes villas[réf. souhaitée].
L'une d'elles se trouvait sur la voie romaine allant d'Alluy à Nevers, à proximité du hameau de Gros Châtenay. L'existence d'un temple à cet endroit est plus que probable, car ce lieu fut transformé en chapelle une fois le pays christianisé. On en a conservé le souvenir par l'appellation du lieu-dit la Chapelle. Une portion de voie romaine d'une centaine de mètres est encore visible, enfouie sous un peu de terre.[réf. souhaitée]
Dès sa fondation au Ve siècle, Rouy est placée sous l'autorité de l'évêque de Nevers. Elle est du royaume des Burgondes jusqu'en 493, année où elle passe — par le mariage de Clotilde, fille du roi burgonde, avec Clovis — dans le royaume des Francs. Agglomération la plus importante de la région, Rouy n'est cependant pas une paroisse[réf. incomplète].
Selon la Vie de saint Germain de Paris de Venance Fortunat[réf. nécessaire], Rouy dépend alors du domaine de la famille de saint Germain. Celui-ci, à sa mort en 576, lègue sa terre de Rouy à son église Notre-Dame de Paris. Il est fort probable que c'est lui qui a fait construire la première église de Rouy.
Il est fait mention de la fondation de la paroisse en 679 sous le vocable de Saint-Germain-d'Auxerre, ce qui en fait une des plus anciennes paroisses du Nivernais[réf. incomplète]. Venance Fortunat en parle pour la première fois sous le nom de Rottogiacum (terre rouge). Puis les comtes prennent le pas sur les évêques.

### Les seigneuries

#### La Bobe, ou La Boube
La maison forte est située au lieu-dit le Vieux Château, au hameau de Taillis. Son seigneur est chargé de surveiller et de taxer les voyageurs empruntant l'ancienne voie romaine, près de l'étang de Humes. Déjà, en 1842, on ne distingue plus que l'emplacement des douves sur le cadastre. Ce fief est divisé par moitié : l'une revient à la maison de Pracomtal, l'autre est rattachée à la seigneurie d'Espeuilles.

#### Vesvres
Vesvres est la plus importante seigneurie de Rouy. Les seigneurs ont le droit de justice à la Barre, Cordas, les Creuilles, le Creuzet, la Garenne, le Bois des Humes, Joye, Narloup, Rouy, Moulin et Étang de Rouy, Vesvres. Quelques grandes familles vont s'y succéder. Au XIVe siècle, elle est la propriété de Jean de Billy. Confisquée par Louis XI en 1474, elle n'est restituée à son propriétaire, Jean de Rochefort, qu'après la mort en 1477 de Charles le Téméraire.

#### Le Creuzet
Il ne reste plus rien du château du Creuzet qu'une vieille tour tronquée, flanquée aujourd'hui de souille à cochons. Cette seigneurie était l'apanage de la maison Le Breton au XVIe siècle et, à partir de 1706, de la maison de Champs.

#### Trougny
Les limites de la seigneurie de Trougny sont mouvantes. On les trouve pour partie et alternativement sur les paroisses de Rouy et de Saxi-Bourdon. La seigneurie est aux mains de la maison Des Ulmes, qui y possède une maison forte, aujourd'hui disparue.

#### Servandet
Servandet est une seigneurie très ancienne, mais dont on ne trouve la trace qu'en 1476. Elle est possession de la maison Des Ulmes à partir de 1640. Par suite de soucis financiers, celle-ci la revend en 1746 à Pierre, seigneur de Saincy, dans la paroisse de Fertrève. Le fils de ce seigneur fortuné, Jacques Pierre, qui lui succède comme trésorier de France à Moulins, est guillotiné à Lyon en 1793, avec 32 autres personnes arrêtées dans l'Allier.

### La Révolution
Au début de la Révolution, Rouy compte un millier d'habitants, principalement des agriculteurs. Le cahier de doléances est constitué en quelques heures par une soixantaine de personnes. Rouy relève désormais du district de Nevers, et devient chef-lieu de canton. Les premières élections municipales, en février 1790, portent Jean-Baptiste Bonde à la tête de la municipalité. Il est confronté à l'insurrection qui éclate dans tout le Nivernais central, faute de la mise en application de l'abolition des droits féodaux — notamment, pour ce qui concerne Rouy, de l'abolition de l'usage des bois (ramassage, coupe). Bonde meurt en novembre 1790, âgé de 62 ans.
Le comte Antoine Charles de Pracomtal, qui ne réside pas à Rouy, sera guillotiné à Paris en juillet 1794, quatre jours avant la chute de Robespierre. C'est à Simon Perreault, nouveau maire élu en 1791 que revient la charge de planter le premier Arbre de la Liberté. L'abbé Cornibert ayant refusé de prêter le serment de la Constitution civile du clergé, il est destitué et remplacé par l'abbé Jean Coutant, en octobre 1791, qui prend possession de la cure sans que l'abbé Cornibert soit privé d'officier. Mais, le 16 juin 1792, l'abbé Cornibert qui vient pour sonner sa messe de 8 heures en est empêché manu militari par 10 jeunes gens. La municipalité prendra la décision d'interdire à Cornibert de sonner sa messe qu'il devra célébrer dans la chapelle Saint-Aubin (à droite dans l'église, le long de la sacristie) et non plus au maître-autel. L'abbé porte l'affaire au Conseil du district qui confirme l'interdiction de sonner les cloches, mais oblige la municipalité à lui fournir les vêtements sacerdotaux, ainsi que les vases sacrés. Bientôt les prêtres non assermentés ont 15 jours pour quitter le territoire, ce que va faire l'abbé Cornibert qui ne rentrera en France que lors du Concordat en 1802.
La Garde révolutionnaire va procéder à des perquisitions et autres réquisitions pour les besoins de la guerre, mais en profitera pour se livrer au pillage. L'un d'eux, un dénommé Paumier, originaire de Rouy, se livrera à plusieurs actes de malveillance. C'est en décembre 1793 que décéda, âgé de 55 ans Claude Mathieu, un introducteur et développeur de la race charolaise en Nivernais.

### Première Guerre mondiale
La guerre de 1914-1918 prend la vie de 65 habitants du village.

### Seconde Guerre mondiale
Le dimanche 16 juin 1940, l'armée allemande fait son entrée à Rouy, et l'occupe. Elle réquisitionne plusieurs maisons pour loger ses officiers. L'école des garçons voit ses classes transformées en dortoir. La kommandantur prend possession de la villa Goujat, face à l'école des filles. L'instituteur préparant 5 enfants au CEP, le maire, François Billoué, veut réquisitionner l'ancien couvent pour y assurer les cours. Mais les Allemands s'y opposent. Les classes ne rouvrent qu'en septembre 1941.
Plusieurs maquis s'installent entre Moussy et Crux-la-Ville, venant s'approvisionner à Rouy. Le STO pousse un certain nombre de jeunes à rejoindre les maquis ou simplement à se cacher, pour y échapper. L'instituteur et secrétaire de mairie Raymond Frébault est un relais et un pourvoyeur de tickets d'alimentation et de faux papiers.
Un grand nombre de réfugiés arrivent à Rouy. Le maire doit procéder à des réquisitions pour loger cet afflux de population. Il ouvre une nouvelle classe d'école, prise en charge par un couple d'instituteurs réfugiés, venant de Boulogne-sur-Mer.
Les maquis intensifient leurs coups de main à partir de juin 1944, attaquant les troupes allemandes qui se replient par la route nationale 78. Le maquis Julien tend plusieurs embuscades entre Billy-Chevannes et Rouy, ainsi qu'entre Rouy et Châtillon-en-Bazois.
Les plus jeunes, inconscients du danger, organisent en 1942 et 1943 des bals dans la nature ou dans une grange, au Moulin des Prés, à la Garenne, dans une maison appartenant à François Souverain.
L'embuscade d'une section du maquis Julien le 3 septembre 1944, aux abords de la Ducroterie, permet de détruire sept voitures et trois camions. On déplore de nombreux morts, dont le jeune FFI Émile Dagonneau, de Saint-Révérien.

## Politique et administration

### Administration religieuse
(liste non exhaustive)
- 1436- ?   - Guillaume Lebeuf
- 1495- ?   - Jehan Juze
- 1580- ?   - Pierre Desbouys
- 1620- ?   - Laurent Boytousel
- 1654-1694 - Noël Britard
- 1694-1741 - Jean Chevalier
- 1741-1767 - François Roch
- 1767-1786 - Nicolas Tirode
- 1786-1791 - Jacques Cornibert
- 1791-1793 - Jean Coutant
- 1893 vers     - Antoine Guieu
- 1907-1924 - Henri Desfosse
- 1924-1931 - François Autissier
- 1931-1946 - Adolphe Graillot
- 1946-1958 - Ernest Joly
- 1958-1966 - Emile Paret
- Depuis 1966 il n'y a plus de curé résident à Rouy.

### Administration civile
La fonction de maire fut créée par l'Assemblée Constituante, en 1789. Le mode d'élection et la durée du mandat changèrent avec les régimes politiques. Élus sous la Révolution, ils furent nommés sous l'Empire. Les conseillers seront élus à partir de 1830, mais c'est le préfet qui désigne le maire, qu'il peut choisir en dehors des conseillers. Le mode de scrutin actuel sera l'œuvre de la Troisième République, mais la durée du mandat était de quatre ans.
| Période                                  | Période         | Identité                          | Étiquette    | Qualité                           |
| ---------------------------------------- | --------------- | --------------------------------- | ------------ | --------------------------------- |
| février 1790                             | novembre 1790   | Jean-Baptiste Bonde               | ...          | Médecin                           |
| novembre 1790                            | novembre 1791   | Joseph Bonde                      | ...          | Médecin                           |
| novembre 1791                            | décembre 1792   | Simon Perreault dit Simon Laforet | ...          | Juge de paix                      |
| décembre 1792                            | décembre 1794   | Charles Merland                   | ...          | Marchand                          |
| décembre 1794                            | novembre 1801   | Charles Merland                   | ...          | Notaire                           |
| novembre 1801                            | 1803            | Timothée Raige                    | Empereur     | Notaire                           |
| 1803                                     | mai 1815        | Emiland Roux                      | Empereur     | Éleveur                           |
| début juin 1815                          | mi-juillet 1815 | Simon Perreault                   | Bonapartiste | Juge de paix                      |
| juillet 1815                             | 1824            | Emiland Roux                      | ...          | Éleveur                           |
| 1824                                     | 1838            | Jean-François Meulle-Desjardins   | ...          | Régisseur                         |
| 1838                                     | 1848            | François Lelong                   | ...          | ancien militaire - Aubergiste     |
| 1848                                     | 1852            | Jean-Marie Poulet                 | ...          | Agriculteur                       |
| 1852                                     | 1855            | François Lelong                   | ...          | ancien militaire - Aubergiste     |
| 1855                                     | 1856            | Joseph Giraudet                   | ...          | ancien notaire                    |
| 1856                                     | 1857            | Jean Colas                        | ...          | Agriculteur                       |
| 1857                                     | 1876            | Joseph Grandjean                  | ...          | ...                               |
| 1876                                     | 1882            | François Poulet                   | ...          | Fermier                           |
| 1882                                     | 1892            | Louis-Didier Vérat                | ...          | Marchand d'étoffes et lingerie    |
| 1892                                     | 1896            | Jean-Baptiste Labonde             | ...          | Fermier                           |
| 1896                                     | 1908            | Louis-Didier Vérat                | ...          | marchand d'étoffes et de lingerie |
| 1908                                     | 1919            | Louis-Stanilas Vérat              | ...          | ...                               |
| 1919                                     | 1921            | François Labonde                  | ...          | ...                               |
| 1921                                     | 1925            | Marie Comte                       | ...          | Agriculteur                       |
| mai 1925                                 | août 1925       | Louis-Stanislas Vérat             | ...          | ...                               |
| 1925                                     | 1929            | Etienne Rouby                     | ...          | ...                               |
| 1929                                     | 1938            | Régis Comte                       | ...          | ...                               |
| 1938                                     | 1945            | François Billoué                  | ...          | ...                               |
| 1945                                     | 1953            | Edouard Novembre                  | ...          | ...                               |
| 1953                                     | 1977            | Henri Billoué                     | ...          | ...                               |
| 1977                                     | 1995            | Louis Billard                     | ...          | ...                               |
| 1995                                     | 2014            | Jean-Noël Guillaumot              | ...          | Vétérinaire retraité              |
| 2014                                     | En cours        | Thierry Gauthier                  | ...          | ...                               |
| Les données manquantes sont à compléter. |                 |                                   |              |                                   |

## Démographie
L'évolution du nombre d'habitants est connue à travers les recensements de la population effectués dans la commune depuis 1793. Pour les communes de moins de 10 000 habitants, une enquête de recensement portant sur toute la population est réalisée tous les cinq ans, les populations de référence des années intermédiaires étant quant à elles estimées par interpolation ou extrapolation. Pour la commune, le premier recensement exhaustif entrant dans le cadre du nouveau dispositif a été réalisé en 2004.

En 2022, la commune comptait 646 habitants, en évolution de +6,95 % par rapport à 2016 (Nièvre : −3,28 %, France hors Mayotte : +2,11 %).
| 1793  | 1800  | 1806  | 1821  | 1831  | 1836  | 1841  | 1846  | 1851  |
| ----- | ----- | ----- | ----- | ----- | ----- | ----- | ----- | ----- |
| 1 243 | 1 120 | 1 242 | 1 404 | 1 497 | 1 488 | 1 447 | 1 580 | 1 542 |

| 1856  | 1861  | 1866  | 1872  | 1876  | 1881  | 1886  | 1891  | 1896  |
| ----- | ----- | ----- | ----- | ----- | ----- | ----- | ----- | ----- |
| 1 540 | 1 574 | 1 650 | 1 704 | 1 676 | 1 610 | 1 639 | 1 604 | 1 562 |

| 1901  | 1906  | 1911  | 1921  | 1926 | 1931 | 1936 | 1946 | 1954 |
| ----- | ----- | ----- | ----- | ---- | ---- | ---- | ---- | ---- |
| 1 517 | 1 407 | 1 286 | 1 066 | 970  | 910  | 780  | 818  | 767  |

| 1962 | 1968 | 1975 | 1982 | 1990 | 1999 | 2004 | 2006 | 2009 |
| ---- | ---- | ---- | ---- | ---- | ---- | ---- | ---- | ---- |
| 704  | 644  | 548  | 532  | 552  | 585  | 598  | 595  | 620  |

| 2014 | 2019 | 2022 | - | - | - | - | - | - |
| ---- | ---- | ---- | - | - | - | - | - | - |
| 616  | 630  | 646  | - | - | - | - | - | - |

## Culture locale et patrimoine

### Lieux et monuments

#### Patrimoine religieux
- Église Saint-Germain de Rouy : l'église romane a été édifiée au XIIe siècle. Elle fut prieurale avant de devenir paroissiale. Frappée par la foudre le 11 juillet 1714, elle conserve son aspect d’origine malgré des détériorations causées par des rénovations, notamment celle entreprise en 1861[24]. Elle a été classée monument historique par arrêté du 12 novembre 1884[25].  Classé MH (1884). Fresque du Christ en majesté. Très beau portail roman. Ouverte tous les jours de 9 h à 18 h[26].
- La croix du Creuzet.

#### Patrimoine civil
- Le château de Vesvres, inscrit monument historique par arrêté du 19 avril 1974[27].
- Ancien four à chaux
- Vieux puits du bourg
- Puits encastré au centre bourg
- Puits à margelles
- Ferme de Prémoisson
- Ferme Billoué au hameau du Creuzet
- Pompes à chapelet
- Linteaux de portes dans la grande rue

### Personnalités liées à la commune
- Louis Dauvergne, peintre né dans la commune au château de Vesvres en 1828 et décédé à Nevers en 1899, inhumé à Montapas.